# Керебель, Жан
Жан-Батист Керебель (фр. Jean-Baptiste Kérébel; 2 апреля 1918, Париж, Франция — 9 марта 2010, Ле-Бюг, Дордонь, Франция) — французский легкоатлет, серебряный призёр Олимпиады в Лондоне (1948) в эстафете 4х400 метров.
Как чемпион Франции участвовал на летних Олимпийских играх 1948 (Лондон), где в составе эстафеты 4×400 выиграл «серебро» (первенствовала команда США). В том же 1948 г. в составе сборной установил новый рекорд Франции в 3.13.6, при этом свой этап завершил с личным рекордом (48.6).